# كريس بويد
كريس بويد (بالإنجليزية: Kris Boyd)‏ وهو لاعب كرة قدم أسكتلندي في مركز الهجوم ولد في يوم 18 أغسطس 1983 في مدينة إرفين في اسكتلندا، يلعب حالياً مع نادي رينجرز وسبق له اللعب مع نادي كيلمارنوك وبورتلاند تمبرز وإسكيشهرسبور ونوتينغهام فورست ونادي ميدلزبره ولعب مع منتخب اسكتلندا لكرة القدم ويبلغ طوله 185 سم.

## مسيرته الكروية
لعب كريس بويد خلال مسيرته الاحترافية مع 6 أندية في اثنين وعشرين موسمًا وسجل خلالها 245 هدف ضمن 543 مباراة. حيث فاز في موسمين بالكأس وفي موسمين بالدوري.
خاض كريس بويد مسيرته مع نادي كيلمارنوك في موسم 2000–01 في المرة الأولى ولمدة موسمين ثم في موسم 2012–13 ليلعب معه ستة مواسم ثم في موسم 2015–16 ليلعب معه أربعة مواسم، مشاركًا طوالها في 306 مباراة سجل خلالها 122 هدف. ثم انتقل إلى نادي رينجرز في موسم 2005–06 في المرة الأولى ليلعب معه خمسة مواسم ثم في موسم 2014–15 لمدة موسم واحد، حيث شارك طوالها في 172 مباراة سجل خلالها 104 هدف. لينتقل بعدها إلى نادي نوتينغهام فورست في موسم 2010–11 لمدة موسم واحد، مشاركًا في 10 مباريات سجل خلالها 6 أهداف. ثم انتقل إلى نادي إسكيشهرسبور في موسم 2011–12 لمدة موسم واحد، مشاركًا في مباراتين ولم يسجل أي هدف. هذا وانتقل لاحقًا إلى نادي بورتلاند تمبرز ما بين عامي 2012 و2013 لمدة موسم واحد، مشاركًا في 26 مباراة سجل خلالها 7 أهداف.

## روابط خارجية
- كريس بويد على موقع الاتحاد الأوربي (الإنجليزية)
- كريس بويد على موقع الاتحاد الإسكتلندي (الإنجليزية)
- كريس بويد على موقع اتحاد تركيا (لاعب) (الإنجليزية)
- كريس بويد على موقع الدوري الأمريكي (الإنجليزية)
- كريس بويد على موقع قاعدة بيانات كرة القدم.إي يو (الإنجليزية)
- كريس بويد على موقع ناشيونال فوتبول تيمز (الإنجليزية)
- كريس بويد على موقع Soccerbase.com (لاعب) (الإنجليزية)
- كريس بويد على موقع Soccerway.com (الإنجليزية)
- كريس بويد على موقع عالم كرة القدم.نت (الإنجليزية)